# Sopa manchow
La sopa manchow es una sopa elaborada al estilo chino y que es muy popular en la India (siendo un plato de la cocina fusión gastronomía indo-china). Es muy popular debido a su fácil preparación y su alto contenido de especias. Se puede encontrar con facilidad en los restaurantes y lugares de grandes distribuciones de comida. El nombre de la sopa proviene de Manchuria (滿洲, pinyin: mǎnzhōu), y no contiene ningún ingrediente que se emplee en la región de Manchuria.

## Características
Se trata de una sopa que se prepara con diversas verduras, chalotas y pollo (en la versión no vegetariana solamente). Se suele realizar con un caldo y algo de harina de maíz, y se realza el sabor con dosis generosas de salsa de soya, sal, ajos y chiles. Puede decorarse con cebollas de primavera bien picadas y algunos fideos crujientes.